# Luigi Ercole Timoleone di Cossé-Brissac
Luigi Ercole Timoleone di Cossé-Brissac, duca di Brissac (Parigi, 14 febbraio 1734 – Parigi, 9 settembre 1792), è stato un militare e nobile francese, barone di La Motte-Saint-Jean e Pregny, Gran panettiere e Pari di Francia, governatore della città di Parigi dal 1775 al 1791, Maresciallo di campo, Comandante in capo della Guardia costituzionale del re e della Cavalleria leggera dal 1791, Capitano colonnello dei cento Svizzeri della Guardia del Re e cavaliere dell'Ordine dello Spirito Santo.

## Biografia
Il 29 maggio 1792 l'Assemblea costituente decretò lo scioglimento del corpo della Guardia costituzionale, sospetta di un'eccessiva tendenza monarchica, accusando il suo capo, il Brissac, di infondere uno spirito antirivoluzionario nelle sue truppe e di facendole giurare completa fedeltà al re.
Imprigionato ad Orléans in attesa del giudizio della Corte, Brissac fu trasferito a Versailles. Durante questo viaggio i prigionieri vennero allontanati dalla loro scorta e consegnati il 9 settembre ad un gruppo di popolani inferociti che li richiedeva. Uomo di grande forza e coraggio, il Brissac resistette a lungo ai suoi carnefici ma ricevette numerose ferite e alla fine fu ucciso da un fendente di spada.
Il suo corpo fu mutilato e smembrato. La sua testa mozzata venne gettata fuori da una finestra e si fermò nel salone della contessa du Barry, sua amante. Fu sepolto il 9 settembre 1792 al cimitero di San Luigi a Versailles.
Confuso con qualche altro suo parente, fu registrato tra gli emigranti del dipartimento della Senna: l'emigrazione, in quel tempo, significava la confisca di tutti i beni. Le sue ricchezze furono sequestrate e fu sua moglie che riuscì, dopo molti sforzi, a ottenere di ritorno i beni del marito.
Era un intellettuale, bibliofilo e amante dell'arte: la collezione della sua casa di Parigi conteneva molti quadri di maestri olandesi, che vennero sequestrati durante la rivoluzione e che ora sono al Museo del Louvre.
Massone, membro della loggia del Collège de Clermont, nel 1777 succedette al principe di Conti come Gran maestro dell'Ordine del Tempio.
Era profondamente affezionato a Luigi XVI, e rispose a chi gli aveva mostrato grande ammirazione per il suo comportamento: 
(Michaud, p. 617)
Le sue virtù e la sua morte hanno ispirato un versetto di Jacques Delille nel quinto canto del poema La Misericordia.